# Јањинска хроника
Јањинска хроника је средњовековни спис, настао око 1440. године, који представља најдужи и најобимнији извор који се бави историјом Епира у средњем веку. Она описује владавину Јањином и Епиром, деспота Томе Прељубовића (1366/1367—1384) и његове супруге Марије Ангелине (Немањић).
Њен писац није познат, а раније се сматрало да су му аутори монаси Комнин и Прокул, због чега се понекад назива и Хроника монаха Прокула и Комнина. Њен први део се бави владавином Томе Прељубовића, као и његовом борбом са локалним Албанцима. Сам Тома је приказан као похлепан и окрутан тиранин и писац дела има јасно изражен непријатељски став према њему. Други део се бави владавином његове супруге Марије, ћерке Симеона Синише Немањића, која се непосредно после Томиног убиства 23. децембра 1384. године преудала за његовог заробљеника, Исаула де Буонделмонтија. За разлику од Томе, Марија је приказана као побожна и морална жена.
Хроника се, после њене смрти 28. децембра 1394. године, наставља до 1399. године, а поједина њена издања садрже и спорадичне допуне, о догађајима до 1417/1418. године. Једна од верзија Хронике, настала је у XVIII веку и у њој је приказана само владавина Томе Прељубовића. Поред историјских приказа, у Јањинској хроници се налазе и подаци насељима Срба и Албанаца у Епиру.